# 丁德先
丁德先（1903年7月16日—1996年1月26日），山东胶县人。中华民国政治人物。

## 生平
1924年加入中国国民党，1928年毕业于国立北平师范大学。曾任胶济铁路特别党部委员、胶济铁路中学校长、黎明中学校长。抗日战争时期，先后任山东保安第一旅副旅长兼团长、陆军独立第二挺进纵队副司令兼政治部主任、山东胶县县长、山东海阳县县长、青岛市政府办事处处长、青岛市代理市长等职。抗战后，在山东政治学院、山东农学院任教。1948年，当选第一届国民大会代表。
到台湾后，他又任光复大陆设计研究委员会委员。1972年，当选国民大会第五次大会主席团主席。另外，还创办了私立大诚高级中学并任首任校长。